# Elezioni parlamentari a Cuba del 1904
Le elezioni parlamentari a Cuba del 1904 si tennero il 28 febbraio per eleggere la metà dei parlamentari della Camera dei rappresentanti. Le elezioni furono vinte dal Partito Repubblicano Conservatore, che ottenne 13 seggi su 31.

## Risultati
| Liste                             | Voti | %     | Seggi |
| --------------------------------- | ---- | ----- | ----- |
| Partito Repubblicano Conservatore |      | 41,94 | 13    |
| Partito Liberale Nazionale        |      | 32,26 | 10    |
| Partito Radicale Nazionale        |      | 16,13 | 5     |
| Partito Nazionale Moderato        |      | 6,45  | 2     |
| Coalizione Indipendente Orientale |      | 3,23  | 1     |
| Totale                            |      | 100   | 31    |